# Mieczysław Surzyński

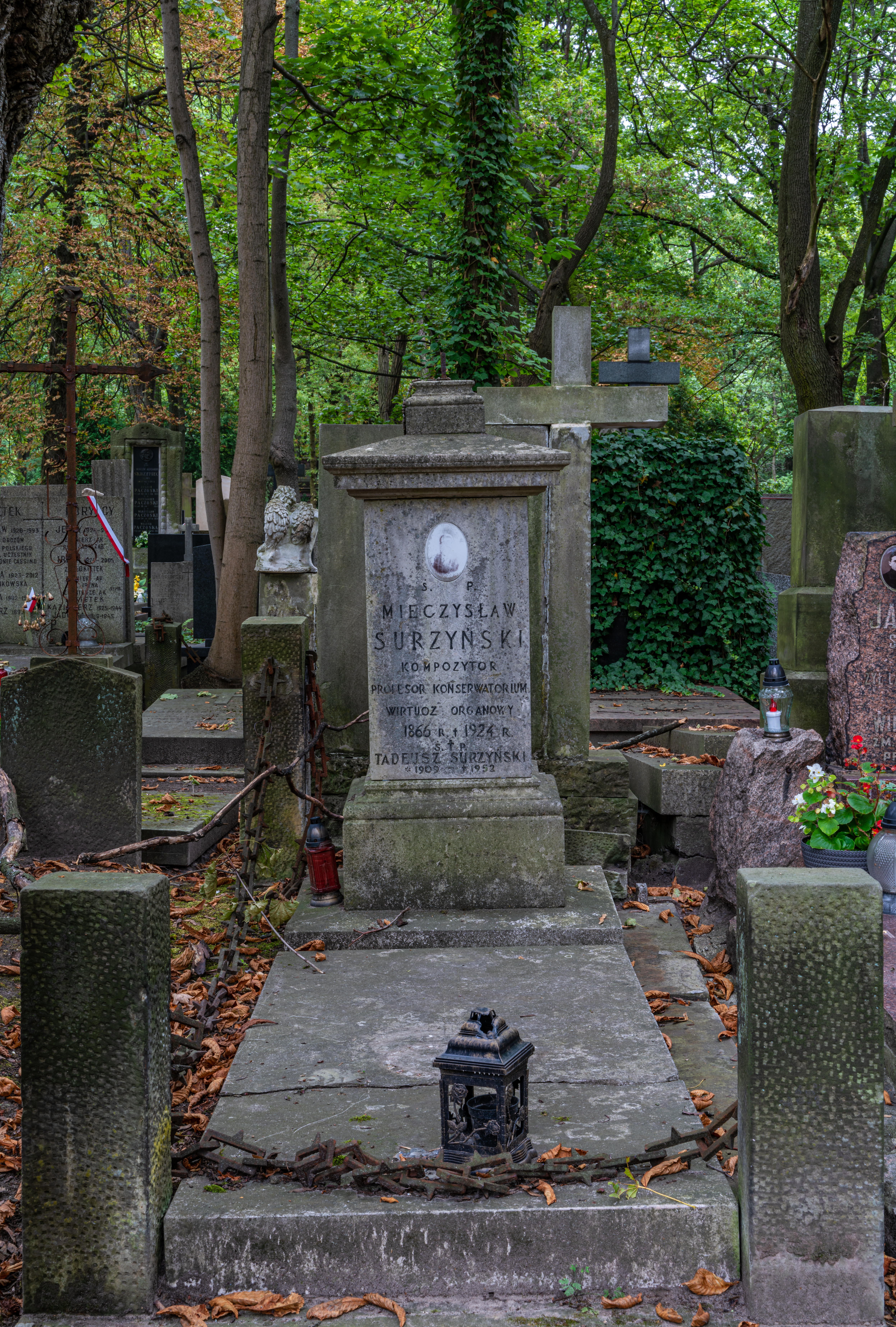
Grób Mieczysława Surzyńskiego na cmentarzu Powązkowskim

Mieczysław Surzyński (ur. 22 grudnia 1866 w Środzie Wielkopolskiej, zm. 11 września 1925 w Warszawie) – polski kompozytor, organista, dyrygent i pedagog.

## Życiorys
Urodził się w rodzinie Franciszka, organisty, nauczyciela muzyki, i Józefy ze Szmytkowskich. Brat Józefa i Stefana. W 1872 roku przeniósł się z rodziną do Buku, gdzie pobierał pierwsze nauki szkolne oraz nauki gry na fortepianie u swojego ojca. Po przedwczesnej śmierci ojca Mieczysławem opiekował się starszy brat Józef, dzięki pomocy którego wstąpił do gimnazjum w Chełmnie. Tam też często grywał na organach w klasztorze ss. Miłosierdzia. W wieku 19 lat rozpoczął studia z teorii i kompozycji w Konserwatorium w Berlinie. Jesienią roku 1887 przeniósł się do konserwatorium w Lipsku. Następnie wyjechał do szkoły muzyki kościelnej w Ratyzbonie, gdzie uzupełniał swą wiedzę u znanych kompozytorów, muzykologów, ks. Franza Xavera Haberla i ks. Michaela Hallera. Po powrocie, w Poznaniu udzielał nauki gry na fortepianie oraz był czynny jako dyrygent jednego z kół śpiewaczych. Od 1890 roku pełnił funkcję dyrektora artystycznego i dyrektora orkiestry Towarzystwa Muzycznego w Poznaniu. Osiedlił się w Libawie, później w Petersburgu, gdzie reorganizował chóry i orkiestrę w katedrze metropolitalnej. Około roku 1900 przeniósł się do Saratowa, gdzie objął profesurę (fortepian i przedmioty teoretyczne) w konserwatorium kierowanym wówczas przez Stanisława Eksnera.
W latach 1906–1909 zajmował stanowisko dyrygenta chórów Filharmonii Warszawskiej. Od 1906 do 1924 roku był profesorem gry na organach w Instytucie Muzycznym w Warszawie, a od 1909 roku prowadził klasę kontrapunktu.
W Warszawie rozwinął działalność kompozytorską. Był autorem licznych utworów organowych, mszy, pieśni kościelnych i świeckich, kantat, tańców polskich. Jego najsłynniejszym utworami są Koncert na organy z orkiestrą op. 35 oraz Improwizacje na temat polskiej pieśni kościelnej „Święty Boże” op. 38. Jest też autorem publikacji: Nowa szkoła chorału gregoriańskiego i W sprawie muzyki kościelnej i stanowiska organistów. W roku 1912 rozpoczął pracę nad dużym dziełem o kontrapunkcie - przerwał ją wybuch I wojny światowej. Zesłany jako jeniec cywilny do Saratowa, przeszedł piekło nędzy i głodu. W roku 1921 powrócił zupełnie wyczerpany do kraju.
Zmarł w Warszawie, pochowany na cmentarzu Powązkowskim (kwatera 99-6-10).